# Schoenocaulon pellucidum
Schoenocaulon pellucidum là một loài thực vật có hoa trong họ Melanthiaceae. Loài này được Frame miêu tả khoa học đầu tiên năm 1989.